# Nicomache maculata
Nicomache maculata är en ringmaskart som beskrevs av Arwidsson 1911. Nicomache maculata ingår i släktet Nicomache och familjen Maldanidae. Inga underarter finns listade i Catalogue of Life.